# Байкалско
Байкалско е село в Западна България. То се намира в община Радомир, област Перник.

## География
Село Байкалско се намира в планински район. Главен водоизточник му е езеро в близост до селото. Поради тази причина водата е безплатна и се контролира от водоизточник, като се има предвид, че е варовита. 
Има ловна хижа в посока „Поделението“ където преди е било пункт за военни цели. 
Има множество пресичащи го малки рекички. 
По пътят към гробищата на селото има отбивка до „Сливски дол“ наречено така от местните място където река се превръща във водопад-подобни участъци с чешмичка до тях.

## История
До 13 юли 1951 година селото се нарича Чокльово.
В 1985 година Байкалско има 172 жители.

## Културни и природни забележителности
- „Чокльово блато“ – най-голямото торфено блато в България и на Балканския полуостров.[3] Разположено е в близост до с. Байкалско на 880 м и е торфено блато с площ 1,5 – 1,8 кв. км.

Рибно богатство: каракуда, костур, лин, черна мряна, шаран, щука. Извлича се лечебен торф, който се ползва главно за кални бани. Защитена природна местност и резерват.
- Църквата "Успение Богородично", с църковен служител отец Александър Архиерейски наместник на Радомирската духовна околия. 
  - Празнична Великденска литургия на 20.04.2025 г., неделя.
  - Спасовден 29.05.2025г., четвъртък, курбан.
- Войнишки паметник – село Байкалско
  - 03.05.2025г.- Възпоменателно тържество в памет и прослава на загиналите във войните 1912-1945 г.
- „Сливски дол“
- Чешмата на площада.
- Кръста на оброчището- поставен от четирима мъже от селото.
- Оброчището

## Редовни събития
Съборът на селото се чества на последната събота от месец август, в честване на Светата майка.